# 沈阳夏宫
沈阳夏宫为沈阳市内大型水上娱乐中心。座落于沈阳青年大街南端东侧，建成于1994年，总投资约人民幣2亿元。曾是沈阳地标性建筑。因经营不善及城市发展规划需要，已于2009年2月20日凌晨爆破拆除，自建成至拆除仅15年时间。

## 建筑特色
夏宫外型酷似悉尼歌剧院，主体建筑约2.4万平方米，附属综合楼建筑4000余平方米，建筑顶部由两个巨型球缺拱壳对接而成（直径分别为90米和75米）。一度曾是亚洲最大跨度拱体建筑。

## 功能用途
夏宫是集娱乐、嬉水、餐饮为一体的大型水上娱乐中心，其一层的嬉水大厅面积7800平方米，可同时容纳2000人，是当时为亚洲最大封闭式室内空调嬉水乐园。

### 主要项目
道池、跳水池、冲浪池、四季真冰冰场等

## 相关轶事
- 在施工阶段，曾发生了一次较大的火灾，相关新闻进行了报导；因其外型与悉尼歌剧院相近，有部分人误以为是悉尼歌剧院失火。